# Věc (právo)
Věc (latinsky res) je v českém právu definována v ustanovení § 489 a následujících občanského zákoníku (dále jen „OZ“), dle kterého: „Věc v právním smyslu je vše, co je rozdílné od osoby a slouží potřebě lidí.“ Věc určená k obecnému užívání je veřejný statek (§ 490 OZ). Věc může být předmětem (objektem) práv, ne však jejich nositelem (subjektem). V procesním právu znamená věc (causa) záležitost, kterou je třeba vyřídit, například soudní případ.
Aby se jednalo o věc v právním smyslu, musí být splněny kumulativně tři základní znaky:
1. Rozdílnost (odlišnost) od osoby. Věcmi v právním smyslu jsou takové součásti objektivní reality, které jsou rozdílné od osoby. Lze tedy říct, že všechno, co není osobou v právním smyslu, je věcí.
2. Užitečnost - schopnost sloužit potřebě osob. Věci v právním smyslu jsou jen takové objekty, které slouží potřebám osob v právním smyslu a jsou osobám užitečné.[1] Užitečností se nerozumí jen faktické přinášení užitku konkrétnímu vlastníkovi, ale objektivní způsobilost přinášet především hospodářský užitek (čímž se nevylučuje užitek estetický či jiný). Užitečné je to, co je prospěšné pro život člověka, a tedy má i hodnotu. Užitečnost není vnitřní vlastností věci (s věcí trvale a neoddělitelně spjatou); o tom, co je užitečné, a co tedy je vzhledem k tomu věcí, rozhodují lidská vůle a poznání i schopnosti člověka.
3. Ovladatelnost. Věcí v právním smyslu je to, co může být předmětem majetkových práv, především vlastnického práva. Obecně je pro věc v právním smyslu typické, že si ji lze přivlastnit a tedy i ovládat. Ne vše, co je pro člověka užitečné (vzduch, déšť, slunce, žhavé zemské jádro), lze ovládat. V případě nehmotných věcí (obchodního tajemství, dovedností, investičních nástrojů, cenných papírů a podobně, ale především práv) by však podmínka ovladatelnosti byla absurdní, proto se nevztahuje na všechny věci, ale pouze na ty, u kterých to jejich povaha připouští.

## Věc v občanském zákoníku
Občanský zákoník věc definuje v § 489 a násl. a dále dělí věci na movité a nemovité. Obecným znakem věci je její ovladatelnost a použitelnost. Proto jsou za věci považovány i ovladatelné přírodní síly (např. elektrická energie). Podle současné občanskoprávní koncepce se za věc nepovažuje zvíře. Speciální právní postavení mimo běžný režim věci mají například lidské tělo a jeho části (s výjimkou snadno oddělitelných částí, které dorůstají, např. vlasy nebo nehty) a zvířata. Živé zvíře má zvláštní význam a hodnotu již jako smysly nadaný živý tvor.

## Věc v právní teorii
Krom zákonného dělení na věci movité a nemovité rozlišuje právní teorie i jiná dělení, vesměs pocházející už z římského práva:
- Hmotné a nehmotné. Hmotná věc je ovladatelná část vnějšího světa, která má povahu samostatného předmětu. Hmotnou věcí může být například vozidlo, plyn stlačený v zásobníku, voda v nádobě. Nehmotné věci jsou práva, jejichž povaha to připouští, a jiné věci bez hmotné podstaty. Nehmotnou věcí je právo na plnění (pohledávka, oprávnění odpovídající služebnosti, ale i ochranná známka, obchodní tajemství atd.)
- Movité a nemovité. Mezi nemovité věci patří:
  - a. Pozemky - část zemského povrchu bez ohledu na to, zda a čím je tato část zemského povrchu pokryta.
  - b. Podzemní stavby se samostatným účelovým určením, např. vinné sklípky, pivní sklepy, podzemní garáže, ale i jiné stavby pod povrchem, pokud je jejich účelové určení skutečně samostatné.
  - c. Věcná práva k nemovitým věcem uvedeným v písmenu a. a b. – jde o věcná práva k pozemkům a podzemním stavbám se samostatným účelovým určením.
  - d. Práva, která za nemovité věci prohlásí zákon.
  - e. Věc, která podle ustanovení jiného zákona není součástí pozemku, pokud ji není možné přenést z místa na místo bez porušení její podstaty. Jde o věc, které za podmínek stanovených jiným zákonem tento jiný zákon propůjčuje charakteristiku nemovité věci. Jde zpravidla o zvláštní veřejnoprávní předpis.
  - f. Jiná zvláštní součást objektivní reality, kterou za nemovitou označí zákon. Veškeré další věci, ať je jejich podstata hmotná nebo nehmotná, jsou movité.[2]

- Zastupitelná a nezastupitelná. Zastupitelná je movitá věc, která může být nahrazena jinou věcí téhož druhu. Věci zastupitelné jsou takové, které lze nahradit stejným počtem věcí téhož druhu (např. potraviny, suroviny, peníze, nástroje), zatímco u věci nezastupitelné to možné není (např. originály uměleckých děl).[3]
- Zuživatelné a nezuživatelné. Zuživatelná věc je movitá věc, jejíž běžné použití spočívá v jejím spotřebování, zpracování nebo zcizení, které náleží ke skladu nebo k jinému souboru, pokud jejich běžné užití spočívá v tom, že jsou prodávány jednotlivě. Ostatní věci jsou nezuživatelné.[4]
- Genericky a individuálně určené – věci genericky určené jsou vlastně věci zastupitelné, o jejichž zastupitelnosti rozhodli účastníci právního vztahu. Typicky lze rozdíl demonstrovat na penězích – pokud se účastníci nedohodnou, jsou peníze věcí genericky určenou. Účastníci však mohou sjednat, že předmětem vztahu jsou zcela konkrétní bankovky či mince; takto určené věci se stávají věcí individuálně určenou.
- Dělitelné a nedělitelné – věc dělitelnou lze rozdělit bez toho, že by ztratila své využití (byť přirozeně klesne její cena). Dělitelnou věcí je tak trám, nedělitelnou věcí je automobil.
- Věci jednotlivé a věci hromadné – věc hromadnou tvoří soubor jednotlivých věcí, které jsou určitou vnitřní vazbou propojeny tak, že tvoří hospodářský celek (typicky sbírka známek).

### Součást a příslušenství věci
OZ rozeznává pojmy součást a příslušenství věci. Součástí věci je vše, co k dané věci podle její povahy náleží a nemůže být od věci odděleno, aniž by se tím daná věc (věc hlavní) znehodnotila. Např. součástí televizoru je obrazovka, součástí domu jsou okna a dveře. Podle zákona jsou součástí pozemku porosty (stromy, rostliny) pevně s pozemkem spojené. Znehodnocení se musí týkat věci hlavní a může jít o její zničení nebo poškození jak faktické, tak funkční, tedy o ztrátu jejího funkčního určení, resp. hospodářského účelu.
Součást věci není v právním smyslu samostatnou věcí. Spolu s věcí hlavní tvoří celek. Proto právní jednání, které se týkají hlavní věci, se týkají i její součásti. Například při koupi věci hlavní přechází na kupujícího i vlastnické právo k její součásti bez ohledu na to, zda to bude uvedeno ve smlouvě či nikoli. Bude-li mít oddělení součásti věci od věci hlavní trvalý charakter, může mít za následek, že součást se sama stane samostatnou (hlavní) věcí a samostatným předmětem právních vztahů (např. z havarovaného automobilu bude vymontován motor, který bude samostatně prodán). V ustanovení § 509 OZ jsou také definovány vodovody, kanalizace nebo energetická či jiná vedení, a jiné předměty, které ze své povahy pravidelně zasahují více pozemků. Ty nejsou součástí pozemku, ale patří vlastníkovi daného vodovodu či kanalizace.
Příslušenství věci je vedlejší věc vlastníka u věci hlavní, je-li účelem vedlejší věci, aby se jí trvale užívalo společně s hlavní věcí v rámci jejich hospodářského určení. Byla-li vedlejší věc od hlavní věci přechodně odloučena, nepřestává být příslušenstvím.
Příslušenství je charakterizováno těmito znaky:
- Existují alespoň dvě věci v právním smyslu, přičemž jedna z nich je věcí hlavní, druhá, resp. ostatní jsou věcmi vedlejšími.
- Věc, která má být příslušenstvím, musí náležet vlastníkovi věci hlavní, neboli je to vedlejší věc (téhož) vlastníka.
- O příslušenství lze mluvit jen tehdy, je-li účelem vedlejší věci, aby byla trvale užívána s věcí hlavní v rámci jejího hospodářského určení.

Věc, která je příslušenstvím, může být od věci hlavní přechodně odloučena (fyzicky spojena s věcí nemusí být zásadně vůbec nikdy), ale tím nepřestává být jejím příslušenstvím. Příslušenství si však musí v každém případě podržet charakter věc v právním smyslu. Přesto jeho právní osud není autonomní, nýbrž je do značné míry spojen s osudem věci hlavní, to znamená, že práva i povinnosti týkající se hlavní věci se týkají také i jejího příslušenství. Pokud nastanou pochybnosti, zda je něco příslušenstvím věci, posoudí se případ podle zvyklostí.

### Zvíře
V OZ je právní povaha zvířat upravena odlišně od občanského zákoníku 40/1964 Sb., v kterém byla považována za věc (zákon o nich totiž výslovné ustanovení neměl). Dle současné české právní úpravy živé zvíře není věcí, neboť jako smysly nadaný tvor má zvláštní význam a hodnotu. Takto široké vymezení zvířete znamená, že zvířetem je například mravenec, vážka, včela, moucha, komár, protože tento hmyz má smyslové orgány, jež mu umožňují vidět, dotýkat se nebo cítit.

### Lidské tělo a jeho části
V OZ je upravena i problematika lidského těla a jeho součástí. Podle ust. § 493, OZ lidské tělo ani jeho části, třebaže od něj byly odděleny (ať již za života člověka, nebo po jeho smrti), nejsou věcí. Věcí není ani tělo zemřelého. Potřeby právní praxe si ale vynutily modifikaci této zásady. Při jejím striktním dodržení by totiž nebyly možné žádné dispozice s tělem zemřelého, případně jeho částmi, ačkoli právní styk si takové dispozice vyžaduje. Například by se nemohly uctívat různé relikvie svatých, pracovat s mumiemi nebo třeba uchovávat lidské tělo pro vědecké účely. Pokud by byla jakákoli dispozice ohledně těl zemřelých vyloučena, nebyly by možné ani výpůjčky, dokonce ani pojištění. V mnoha muzeích jsou vystavovány ostatky lidí, kteří žili před mnoha tisíciletími, i tyto kosterní zbytky bývají předmětem výpůjček. Praxe proto dospěla k závěru, že lidské tělo jako mrtvola sice není věcí, avšak jenom pokud se v něm sluší spatřovat tělo určité zemřelé osoby. Jakmile tomu tak už není, je podle rozhodnutí Nejvyššího soudu i mrtvola věcí (např. ony zmíněné ostatky z dávných dob, třeba mumie nebo prehistorické nálezy).
OZ také zmiňuje oddělitelné části lidského, například vlasy. Vlasy nebo podobné části lidského těla, které lze bezbolestně odejmout bez znecitlivění a které se přirozenou cestou obnovují, lze přenechat jinému i za odměnu. Podle téhož ustanovení se na ně v takovém případě hledí jako na věc movitou.

### Přírodní síly
OZ mezi věci řadí také přírodní síly. Aby právo umělo s přírodními silami pracovat, musejí být ovladatelné. To znamená, že musí být uspořádány tak, aby se chovaly jako hmotné věci (elektřina v příslušném vedení, jejíž tok je omezitelný i kvantifikovatelný, voda v náhonu v mlýnském kole, sluneční energie přijatá do kolektoru určitého objemu za určitou dobu atp.) OZ považuje za věci v právním smyslu ovladatelné přírodní pouze tehdy, pokud se s nimi obchoduje. Nicméně jejich povaha je zvláštní, a proto se na ně ustanovení o věcech hmotných použije jen přiměřeně.

### Hodnota věci
Pokud lze hodnotu věci vyjádřit v penězích, je to její obvyklá cena. Mohou být také věci, které jsou sice užitečné (slouží potřebám lidí, proto jsou věcmi), ale jejich cenu stanovit v penězích (ani odhadem) vůbec nelze: pak jsou neocenitelné, bezcenné, navzdory tomu, že slouží potřebám lidí). Navrhuje se stanovit, co je obecná cena věci a zároveň, že určení této obecné ceny je obecné pravidlo. Může být zjišťována i mimořádná cena věci a pro ten případ se navrhuje stanovit, jaká kritéria jsou pro zjištění mimořádné ceny věci rozhodná. Mimořádná cena věci se stanoví, má-li se její hodnota nahradit, s přihlédnutím ke zvláštním poměrům nebo ke zvláštní oblibě vyvolané náhodnými vlastnostmi věci.

## Historie
Věc (res) je v hmotněprávním smyslu slova to, co může být předmětem (objektem) práv, ne však jejich nositelem (subjektem). Věci tak stojí v protikladu k osobám. Podstatným znakem věci je její oddělitelnost či vymezitelnost a její užitnost, případně ocenitelnost. V tomto smyslu jsou věcmi i domácí zvířata, protože nejsou osobami, to jest nemohou být účastníky procesu. Oproti staršímu pojetí, v němž se za věci pokládaly i věci nehmotné, nový občanský zákoník pojem věci poněkud zužuje a rozlišuje vlastnictví hmotných věcí od nehmotných práv (například autorských).[zdroj⁠?!]